# Campeonato Rondoniense 1997
In 1997 werd het 51ste Campeonato Rondoniense gespeeld voor voetbalclubs uit de Braziliaanse staat Rondônia. De competitie werd georganiseerd door de FFER en werd gespeeld van 19 oktober tot 14 december. Ji-Paraná werd kampioen. 

## Eerste fase

### Groep A
| Plaats | Club       | Wed. | W | G | V | Saldo | Ptn. |
| ------ | ---------- | ---- | - | - | - | ----- | ---- |
| 1.     | Vila Nova  | 4    | 2 | 0 | 2 | 8:5   | 6    |
| 2.     | Ouro Preto | 4    | 1 | 2 | 1 | 1:2   | 5    |
| 3.     | Cruzeiro   | 4    | 1 | 2 | 1 | 6:8   | 5    |

|  | Geplaatst voor tweede fase |

### Groep B
| Plaats | Club             | Wed. | W | G | V | Saldo | Ptn. |
| ------ | ---------------- | ---- | - | - | - | ----- | ---- |
| 1.     | Ji-Paraná        | 4    | 3 | 1 | 0 | 8:1   | 10   |
| 2.     | Vilhena          | 4    | 1 | 1 | 2 | 1:5   | 4    |
| 3.     | União Cacoalense | 4    | 1 | 0 | 3 | 3:6   | 3    |

|  | Geplaatst voor tweede fase |

## Tweede fase
In geval van gelijkspel wint de club met het beste resultaat uit de competitie. 
|  | halve finale | halve finale | halve finale | halve finale |  |            | finale | finale | finale | finale |
|  |              |              |              |              |  |            |        |        |        |        |
|  |              |              |              |              |  |            |        |        |        |        |
|  | Ouro Preto   | 3            | 4            | 7            |  |            |        |        |        |        |
|  | Vila Nova    | 2            | 3            | 5            |  |            |        |        |        |        |
|  |              |              |              |              |  | Ouro Preto | 0      | 2      | 2      |        |
|  |              |              |              |              |  | Ji-Paraná  | 0      | 2      | 2      |        |
|  | Vilhena      | 0            |              | 0            |  |            |        |        |        |        |
|  | Ji-Paraná    | 6            |              | 6            |  |            |        |        |        |        |

### Kampioen
| Campeonato Rondoniense de 1997 |
| Rondônia                       |
| ------------------------------ |
| JI-PARANÁ Kampioen (5° titel)  |